# Абу'л-Касім аль-Магді
Абу'л-Касім аль-Мунтасир аль-Магді (*1130 —д/н) — номінальний ісмаїлітський халіф у 1130—1131 роках. Від його імені утворилася секта тайїбідів.

## Життєпис
Походив з династії Фатімідів. Син халіфа Аль-Аміра. При народженні отримав ім'я Тайїб. Після вбивства останнього у 1130 році став претендентом на трон, але його відсторонив від влади стрийко аль-Хафіз. При цьому Тайїб зник, але у нього виникли групи прихильників в Єгипті, Сирії та Ємені.
У 1131 році прихильники Тайїба аль-Магді повалили аль-Хафіза, від імені нового халіфа володарював Кутайфа. Але того ж року останній зазнав поразки й номінальна влада Тайїба в халіфаті завершилася. Втім точної дати смерті Тайїба невідомо, більшість дослідників вважають, що він загинув ще у 1130 році. Втім боротьба між хафізітами та тайїбідами тривала до 1169 року.